# Giorgio Giomo
Giorgio Giomo (nacido el 24 de mayo de 1949 en Treviso, Italia) es un exjugador italiano de baloncesto. 

## Equipos
- 1969-1973 Olimpia Milano
- 1975-1979 Pallalcesto Amatori Udine

## Palmarés
- Recopa: 2
Olimpia Milano: 1970-71, 1971-72.
- LEGA: 1
Olimpia Milano: 1971-72.
- Copa Italia: 1
Olimpia Milano: 1972.